# 弟島
弟島（日语：／ Otōto-jima）是日本東京都小笠原村所管轄的無人島。
从明治时期到大正时期，有移民遷入，当时最多约有100人，現為無人島。全岛属于小笠原国立公园的一部分。

## 地勢
- 面積5.2km²
- 山
  - 測量之岳
  - 天海山
  - 廣根山
- 湖滨
  - 黑滨
  - 小滨
  - 鹿之浜
- 海岬
  - 黑岬
  - 小浜岬
  - 東望岬
  - 廣根岬
  - 乾岬
- 海岸
  - 猫海岸
  - 东海岸
  - 西海岸